# 7. stoljeće pr. Kr.
◄ | 2. tisućljeće pr. Kr. | 1. tisućljeće pr. Kr. | 1. tisućljeće | ►
◄ | 9. stoljeće pr. Kr. | 8. stoljeće pr. Kr. | 7. stoljeće pr. Kr. |6. stoljeće pr. Kr. | 5. stoljeće pr. Kr. | ►
690-ih pr. Kr. | 680-ih pr. Kr. | 670-ih pr. Kr. | 660-ih pr. Kr. | 650-ih pr. Kr. | 640-ih pr. Kr. | 630-ih pr. Kr. | 620-ih pr. Kr. | 610-ih pr. Kr. | 600-ih pr. Kr.
7. stoljeće pr. Kr. je je razdoblje koje je trajalo od 700. pr. Kr. do 601. pr. Kr..

## Glavni događaji i razvoji
- Započinje vladavina Ahemenida, iranske vladarske dinastije koja je vladala Perzijom od 7. do 4. stoljeća pr. Kr.
- Etruščani se proširili sve do rijeke Pada i do otoka Korzike

## Vanjske poveznice
|  | Zajednički poslužitelj ima još gradiva o temi 7. stoljeće pr. Kr. |